# Rio Tavares
O rio Tavares é um rio brasileiro da cidade de Florianópolis, capital do estado de Santa Catarina. É também o nome de um bairro que é cortado pelo rio. 
É um importante rio no contexto da ilha de Santa Catarina pois forma a segunda maior bacia hidrográfica da Ilha, juntamente com o Ribeirão da Fazenda, com uma superfície de 48,64 km². 
O Rio Tavares nasce no Morro do Sertão e corre em sentido sul. Se junta com o Ribeirão da Fazenda formando o maior manguezal da Ilha com aproximadamente 8 km², que praticamente circula o bairro Carianos e o aeroporto Hercílio Luz. Esse manguezal é protegido pela Reserva Extrativista Marinha do Pirajubaé. 
Este rio, quase inteiramente navegável, tem sua foz na Baía Sul e forma grandes bancos de areia dentro da RESEX Pirajubaé de onde se extrai o berbigão.(Anomalocaria brasiliensis) 
Também dá nome à localidade de Rio Tavares, no centro-leste da ilha.